# Xã Rocky Run, Quận Hancock, Illinois
Xã Rocky Run (tiếng Anh: Rocky Run Township) là một xã thuộc quận Hancock, tiểu bang Illinois, Hoa Kỳ. Năm 2010, dân số của xã này là 158 người.